# Fuat Kılıç
Fuat Kılıç (* 9. Mai 1973 in Gümüşhane) ist ein türkisch-deutscher Fußballtrainer und ehemaliger Fußballspieler. Zuletzt arbeitete er als Cheftrainer beim VfB Oldenburg. 

## Werdegang
Kılıç wurde in der Türkei geboren und kam im Alter von sieben Jahren mit seinen Eltern nach Deutschland. Er wuchs in Wirges im Westerwald auf und besuchte später das Mons-Tabor-Gymnasium in Montabaur. Nach dem Abitur studierte Kılıç an der Deutschen Sporthochschule Köln (DSHS) mit Schwerpunkt Trainerprofil. Anschließend wirkte er bis Juni 2008 als Lehrbeauftragter an der Deutschen Sporthochschule Köln und war Trainer und Sportlicher Leiter der 1. Jugend-Fußball-Schule Köln.

### Karriere als Spieler
Mit dem Fußballspielen begann Kılıç in der Jugend der SpVgg EGC Wirges, für die er bis 1998 spielte und bereits im Alter von 15 Jahren in der drittklassigen Oberliga Südwest eingesetzt wurde. Seine nächste Station war der Verbandsligist SC Renault Brühl. Vom 25. Januar bis zum 31. Mai 2001 stand Kılıç bei Gümüşhanespor unter Vertrag. Für den Verein kam er zu zwei Kurzeinsätzen in der 2. Futbol Ligi. Anschließend kehrte er wieder nach Deutschland zurück und spielte beim Bezirksligisten Blau-Weiß Brühl (2001/02), mit dem er am DFB-Pokal teilnahm, und dem Verbandsligisten PSI Yurdumspor Köln (2002/03). Bei der SG Roßbach/Verscheid beendete er im Sommer 2004 seine aktive Karriere.

### Karriere als Trainer
Nach seiner Tätigkeit an der Deutschen Sporthochschule Köln war Kılıç von Juli 2008 bis Mai 2009 unter dem Kroaten Milan Šašić Co-Trainer beim 1. FC Kaiserslautern. Šašić holte Kılıç im November 2009 als Co-Trainer zum MSV Duisburg, für den dieser auch nach Šašićs Entlassung noch bis Juni 2012 tätig war. Beim türkischen Erstligisten Kasımpaşa Istanbul war Kılıç von Juli bis zum 23. September 2012 Co-Trainer unter Metin Diyadin, nach dessen Entlassung bis zum 7. Oktober 2012 war er Interimstrainer der Mannschaft, die unter seiner Leitung einen Sieg gegen den 20-maligen türkischen Meister Fenerbahçe Istanbul und eine Niederlage einfuhr. Im September 2013 verpflichtete der Drittligist 1. FC Saarbrücken Šašić als Cheftrainer und Kılıç als dessen Co-Trainer. Nach fünf Monaten wurde der Kroate entlassen; seit Mitte Februar 2014 war Kılıç Cheftrainer der Mannschaft. Am 20. Juni 2015 wurde sein Vertrag aufgelöst. Kılıç unterschrieb am Silvestertag einen bis Juni 2017 laufenden Vertrag bei Alemannia Aachen, dessen Laufzeit er 2017 bis zum Juni 2020 verlängerte. Er kündigte an, bei Vertragsablauf den Verein zu verlassen, da er grundsätzlich nicht mehr als Trainer in der Regionalliga arbeiten möchte.
Am 29. Oktober 2021 unterzeichnete Kılıç erneut einen Vertrag als Trainer bei Alemannia Aachen, dessen Laufzeit bis zum Juni 2023 vorgesehen war.
Am 12. Oktober 2022 wurde überraschend die Trennung von Kılıç und der Alemannia bekannt gegeben.
Im März 2023 wurde Kılıç Cheftrainer des Drittligisten VfB Oldenburg, der nach dem 26. Spieltag der Saison 2022/23 mit 21 Punkten auf dem letzten Platz stand und 4 Punkte Rückstand auf einen Nicht-Abstiegsplatz hatte. Er konnte den Abstieg jedoch nicht mehr verhindern. Die Spielzeit schloss man letztendlich mit 35 Punkten auf dem 18. Platz ab. Anschließend gingen der Verein und Kılıç getrennte Wege. Mitte September 2023 übernahm er erneut das Traineramt bei Oldenburg. Ende August 2024 wurde er nach schwachen Saisonstart beurlaubt.